# Municipio de Martinsburg (Illinois)
El municipio de Martinsburg (en inglés: Martinsburg Township) es un municipio ubicado en el condado de Pike en el estado estadounidense de Illinois. En el año 2010 tenía una población de 419 habitantes y una densidad poblacional de 4,29 personas por km².

## Geografía
El municipio de Martinsburg se encuentra ubicado en las coordenadas 39°31′55″N 90°51′31″O / 39.53194, -90.85861. Según la Oficina del Censo de los Estados Unidos, el municipio tiene una superficie total de 97.75 km², de la cual 97,75 km² corresponden a tierra firme y (0 %) 0 km² es agua.

## Demografía
Según el censo de 2010, había 419 personas residiendo en el municipio de Martinsburg. La densidad de población era de 4,29 hab./km². De los 419 habitantes, el municipio de Martinsburg estaba compuesto por el 95,94 % blancos, el 2,15 % eran afroamericanos, el 0,24 % eran de otras razas y el 1,67 % eran de una mezcla de razas. Del total de la población el 0,95 % eran hispanos o latinos de cualquier raza.